# Alejandro Pozo
Alejandro Pozo Pozo (* 22. Februar 1999 in Huévar del Aljarafe) ist ein spanischer Fußballspieler. Er steht aktuell beim spanischen Erstligisten UD Almería unter Vertrag.

## Karriere

### Verein
Pozo begann seine fußballerische Ausbildung in seiner Geburtsstadt, beim Huévar CF. Später wechselte er in die Jugendakademie des FC Sevilla. Für die komplette Saison 2013/14 wurde er an den CD Altair verliehen. Nach seiner Rückkehr war Pozo noch einige Zeit in der U19 tätig und spielte 2016/17 schließlich für die zweite Mannschaft in der Segunda División. Dort kam er zu 34 Einsätzen und drei Toren. Außerdem spielte er sieben Mal für die UEFA U19 in der Youth League und bereitete dort vier Tore vor. Sein Debüt in der zweithöchsten spanischen Spielklasse gab er beim 3:3 gegen den FC Girona am 21. August 2016 (1. Spieltag). Außerdem stand er in jener Saison am letzten Spieltag der Primera División im Kader der Profimannschaft. In der Folgesaison war er eine weitere Saison lang Stammspieler von Sevilla Atlético und machte in jener Saison 36 Zweitligaspiele. Außerdem stand er auch in dieser Saison am letzten Spieltag im Kader der ersten Mannschaft.
Im Sommer 2018 wurde bekannt gegeben, dass Pozo für eine Saison an den FC Granada verliehen wird. In seiner ersten Saison dort in der bekannten Segunda División spielte er 30 Mal und traf dabei viermal. Sein Debüt für Granada gab er am 2. September 2018 (2. Spieltag) beim 2:0 gegen den CA Osasuna. Einen Spieltag später traf er zum ersten Mal für seinen neuen Klub im Spiel gegen Extremadura UD. Am Ende der Saison stieg Pozo mit Granada auf kehrte jedoch zurück zum FC Sevilla. Nach seiner Rückkehr verlängerte er seinen Vertrag beim FC Sevilla und kam bei den Sevillistas anschließend in jedem Europa-League-Gruppenspiel zum Einsatz. Sein internationales Debüt gab er am 19. September 2019 gegen Qarabağ Ağdam. Auch in der LaLiga konnte er sein Debüt feiern, als er gegen den SD Eibar zu einem Kurzeinsatz kam. In der Rückrunde spielte Pozo auf Leihbasis beim RCD Mallorca aus Palma. Beim 4:1-Sieg über den FC Valencia debütierte er für Mallorca, als er 26 Minuten vor Schluss ins Spiel kam. Sein erstes und einziges Tor für den RCD schoss er bei einem 5:1 über Celta Vigo, als er zum zwischenzeitlichen 3:0 traf. Am Ende der Spielzeit stieg sein Team trotz der beiden hohen Siege in die Segunda División ab. Sevilla war nach der Saison Europa-League-Sieger, Pozo bekam bei diesem Erfolg nur Einsätze in der Gruppenphase. In der nächsten Saison 2020/21 stand er zunächst öfters im Kader von Sevilla, wurde jedoch noch kurz vor Ende des Transferfensters zusammen mit Bryan Gil an den SD Eibar verliehen. Pozo debütierte für den SDE am 18. Oktober 2020 (6. Spieltag) beim 0:0 gegen den CA Osasuna. Er spielte dort über die volle Spielzeit und war auch in Folge absolute Stammkraft bei Eibar und beendete die Saison mit 30 Ligaeinsätzen. Nach seiner Rückkehr wurde er an den Zweitligisten UD Almería verliehen. Am 4. September 2021 (4. Spieltag) debütierte er bei einem 2:0-Heimerfolg gegen den FC Málaga nach Einwechslung für Almería. Nachdem Almería Meister wurde und dementsprechend aufstieg, zog der Verein die vorher vereinbarte Kaufoption.

### Nationalmannschaft
In der Nationalmannschaft spielte Pozo bereits für die U19 Spaniens und konnte für diese ein Tor in 13 Spielen machen.
Aktuell spielt er für die U21 und spielte bislang neun Mal für das Team von Luis de la Fuente.
Am 8. Juni 2021 debütierte er in einem Testspiel gegen Litauen für die A-Nationalmannschaft, da aufgrund einiger SARS-CoV-2-Infektionen im Stammteam eine B-Mannschaft auflaufen musste, die sich aus den U21-Spielern der zuvor beendeten U21-EM zusammensetzte.

## Erfolge
- UEFA Europa League: 2020
- Aufstieg in die Primera División: 2019
- Spanischer Zweitligameister: 2022